# Myoxanthus punctatus
Myoxanthus punctatus là một loài thực vật có hoa trong họ Lan. Loài này được (Barb.Rodr.) Luer mô tả khoa học đầu tiên năm 1982.

## Hình ảnh

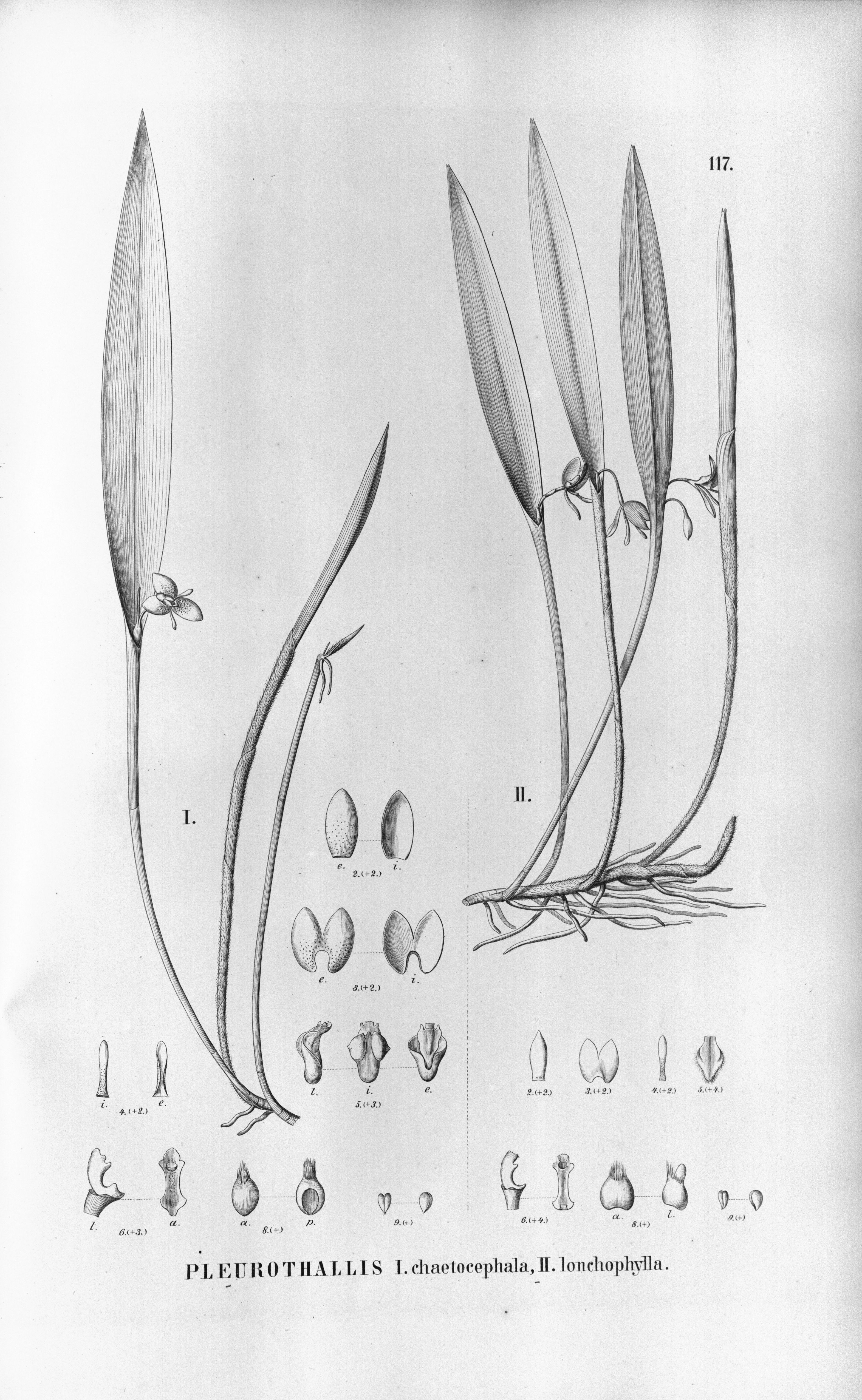